# Naval Tactical Data System

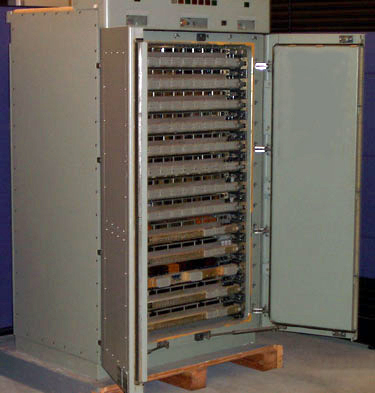
Ein AN/USQ-20-Rechner

Naval Tactical Data System, abgekürzt NTDS, bezeichnet ein elektronisches Computersystem, welches durch Remington Rand (Sperry Rand) und der US Navy 1950–1960 entwickelt wurde und ab 1960 in Kriegsschiffen eingesetzt wurde.

## Geschichte
Kriegsschiffe besitzen Operationszentralen (engl. Combat Information Centers, CIC). In diesen Räumen werden alle Informationen bezüglich Positionen von Flugzeugen, Schiffen und U-Booten zusammengeführt, um daraus ein Lagebild zu erstellen und zu pflegen. Dieses Lagebild dient der Schiffsführung als Grundlage für taktische Entscheidungen und wurde bis zum Einsatz von Rechnern z. B. auf einem Plotboard (Plexiglastafel mit Beleuchtung) manuell geführt. Es war auf einem Kriegsschiff üblicherweise nur für eine begrenzte Gruppe – i. d. R. die Schiffsführung und -Einsatzleitung – sichtbar und bewertbar. 1950–1960 wurden mit der Miniaturisierung der Computer Vakuumröhren gegen Transistoren ausgetauscht. In diesem Zuge wurden bis dahin manuell durchgeführte Prozesse automatisiert und die NTDS-Systeme eingeführt. Diese Rechner ermöglichten die Erstellung eines rechnergestützten Lagebildes, das direkt auf den Konsolen der Entscheidungsträger angezeigt werden konnte und damit einen einheitlichen Informationsstand sicherstellte. Weiterhin konnte der Einsatz von Effektoren (z. B. Feuerleitgeräten, Waffen usw.) automatisiert werden. Mittels des Datenfunks Link 11 tauschten die einzelnen Schiffe in einem Verband Informationen aus und erlaubten eine schnellere Auswertung der Informationen sowie die Ausdehnung des Lagebildes auch auf außerhalb des Erfassungsbereiches der eigenen Sensoren liegenden Bereiche – zumindest solange eine Plattform im Link Netz diesen Raum mit ihren Sensoren abdeckte. Das NTDS war der Vorgänger des heutigen auf US-Kreuzern und -Zerstörern verwendeten AEGIS.
Der Einsatz der elektronischen Systeme erlaubte vor allem eine schnellere Auswertung der Situation als auch eine Fehlerreduzierung bei der Auswertung der Informationen.

## Eingesetzte Hardware
Eine Vielzahl von eingebetteten UNIVAC-Computersystemen, typischerweise mit 30-Bit-RISC-Prozessoren und 32K Trommelspeicher, wurden dafür eingesetzt. Die Systeme verfügten über 16 I/O-Peripherieanschlüsse, über welche die entsprechenden Sensoren wie Radarsysteme angebunden werden konnten. Die Computer wurden mittels Wasser gekühlt. Die Systeme wurden auch als UNIVAC-NTDS oder UNIVAC 1206/8 bezeichnet.
Die letzte Rechnergeneration der NTDS-Reihe ist der AN/UYK-43, ein wassergekühlter Multiprozessorkernrechner, der von Lockheed Martin im Auftrag der US Navy produziert wird. Der Rechner dient u. a. zur Steuerung des SPY-1 Radars, in der deutschen Marine wird er im Führungssystem der Fregatten der Brandenburg-Klasse eingesetzt.

## NTDS Schnittstelle
Für das NTDS wurde eine proprietäre Schnittstellenarchitektur gleichen Namens entwickelt, die im US MIL-STD-1397 beschrieben ist. Es handelt sich dabei um eine – aus heutiger Sicht relativ langsame – parallele Schnittstelle, mit der die verschiedenen Komponenten eines NTDS verbunden wurden. Um auch modernere zivile Hardware anbinden zu können, werden NTDS-Schnittstellenadapter mittlerweile auch als PCI-Einbaukarten für PC-Systeme angeboten, z. B. von der Firma GET.
Die NTDS-Schnittstelle gilt mittlerweile als veraltet, da sie im Vergleich zu neueren Technologien (z. B. FDDI, MIL-Bus, ATM oder Ethernet) nicht netzwerkfähig ist und relativ aufwändig zur Anpassung an die jeweilige Anwendung programmiert werden muss. Dennoch werden nach wie vor viele militärische Geräte wie Radaranlagen oder Flugkörpersysteme mit dieser Schnittstelle angeboten.

## Seymour Cray und das NTDS
Seymour Cray hat das Design eines der ersten Systeme, des AN/USQ-17 entworfen. Durch den Abgang von Seymour Cray bei Sperry Rand wurde das ursprüngliche Design neu entworfen und unter der Bezeichnung AN/USQ-20 ausgeliefert. Crays Originaldesign wurde nie in der Produktion umgesetzt.

## Referenzen
- David L. Boslaugh: When Computers Went to Sea: The Digitization of the United States Navy. IEEE Computer Society Press. 1999. ISBN 0-7695-0024-2.